# Enugu
Enugu er en by i det sydlige Nigeria, med et indbyggertal (pr. 2007) på cirka 688.000. Byen er hovedstad i en delstat af samme navn.